# En mer (roman)
Ne doit pas être confondu avec En mer (nouvelle).
En mer (titre original en néerlandais : Op zee) est un roman néerlandais de Toine Heijmans publié originellement en 2011. La traduction en français paraît le 29 août 2013 aux éditions Christian Bourgois et reçoit la même année le prix Médicis étranger.

## Historique
Le roman reçoit le 12 novembre 2013 le prix Médicis étranger.

## Éditions
- Éditions Christian Bourgois, 2013  (ISBN 978-2-267-02528-6).